# Rolava
La Rolava est une rivière de la Tchéquie longue de 36 km et un affluent de l'Ohře et donc un sous-affluent de l'Elbe. Elle traverse le district de Karlovy Vary dans les monts Métallifères. 
La Rolava arrose successivement les villes de Přebuz, Nejdek, Nová Role et enfin Karlovy Vary, où elle se jette dans l'Ohře.